# HMS Ithuriel (H05)
La HMS Ithuriel (Pennant number H05), seconda nave da guerra britannica a portare questo nome, è stata un cacciatorpediniere classe I della Royal Navy. Impostata nei cantieri Vickers-Armstrongs di Barrow-in-Furness il 24 maggio 1939 per la marina militare turca con il nome di Gayret, passò alla marina britannica allo scoppio della seconda guerra mondiale durante la costruzione, venendo varata il 15 dicembre 1940 ed entrando in servizio il 3 marzo 1942.

## Servizio
Al momento dell'ingresso in servizio la Ithuriel venne assegnata alla Eastern Fleet, salpando dopo brevi prove in mare per Gibilterra, dove venne aggregata alla 13ª Flottiglia cacciatorpediniere dopo la cancellazione del trasferimento in Estremo Oriente. Venne quindi impiegata con compiti di scorta ai convogli, partecipando dal 19 aprile alla Operazione Calendar, che prevedeva il lancio di caccia verso Malta dalla portaerei USS Wasp. Facevano parte della scorta anche l'incrociatore da battaglia Renown e gli incrociatori Cairo e Charybdis, oltre ad altri tre cacciatorpediniere. In maggio partecipò a due operazioni simili, a cui parteciparono anche le portaerei britanniche Eagle e Argus. Dall'11 giugno partecipò alla scorta al convoglio di rifornimento per Malta denominato Operazione Harpoon, venendo fatta oggetto di numerosi attacchi aerei. Il 15 venne inviata insieme alla Cairo e ad altri cacciatorpediniere ad intercettare gli incrociatori italiani Raimondo Montecuccoli ed Eugenio di Savoia. Nell'azione vennero gravemente danneggiati i cacciatorpediniere Bedouin e Partridge. Tre giorni dopo fu di ritorno a Gibilterra.
In luglio partecipò a due ulteriori missioni di lancio di aerei verso Malta, scortando quindi dall'11 agosto un nuovo convoglio di rifornimento denominato Operazione Pedestal e sfociato nella cosiddetta battaglia di mezzo agosto, durante la quale in convoglio venne attaccato da aerei e sommergibili italiani e tedeschi. Il giorno successivo speronò e affondò il sommergibile italiano Cobalto, riportando però danni strutturali alla prua. Tornata in patria per riparazioni, entrò in un cantiere civile a Liverpool il 30 agosto seguente. In settembre venne trasferita presso la base navale di Portsmouth, dove rimase fino al 24 ottobre. Tornata in servizio partecipò all'operazione Torch, nome in codice degli sbarchi alleati in nordafrica.
Il 28 novembre, mentre si trovava a Bona, venne fatta oggetto di vari attacchi aerei. Due bombe esplosero sotto lo scafo, causando gravi danni strutturali alla poppa. Due giorni dopo la nave venne fatta arenare per rendere possibili delle riparazioni temporanee. A causa della mancanza di materiali l'unità venne rimorchiata ad Algeri per essere esaminata solo nel mese di febbraio 1943, venendo dichiarata non riparabile in loco e messa in disarmo. Il 18 agosto venne quindi rimorchiata a Gibilterra, venendo utilizzata come nave addestramento e alloggio. Il 1º agosto 1944 venne quindi rimorchiata in patria, giungendo a Plymouth l'8 seguente. Venduta per essere demolita, giunse ai cantieri P & W McLellan di Bo'ness il 13 agosto. Dopo la fine della guerra il cacciatorpediniere Oribi venne ceduto alla marina turca in sostituzione dell'unità andata perduta durante il conflitto.